# 瓜尔多 (帕伦西亚省)
瓜尔多，是西班牙卡斯蒂利亚-莱昂帕伦西亚省的一个市镇。 总面积71平方公里，总人口8209人（2001年），人口密度116人/平方公里。